# 国際連合安全保障理事会決議427
国際連合安全保障理事会決議427（こくさいれんごうあんぜんほしょうりじかいけつぎ427、英: United Nations Security Council Resolution 427）は、1978年5月3日に国際連合安全保障理事会で採択された決議である。レバノン内戦に関係する。
安保理は、国際連合事務総長の書簡を検討した上で、国際連合レバノン暫定駐留軍の戦力を4000人から6000人に増加させることを決定した。
また、イスラエル国防軍の一部がすでにレバノンから撤退したということに言及する一方で、イスラエルに対して、遅滞なく完全に軍を撤退させるように要求した。さらに、当事国の双方による国際連合レバノン暫定駐留軍への攻撃を非難し、国際連合レバノン暫定駐留軍を尊重するように要求した。
この決定は、レバノン内戦中の1978年に起こった南レバノン紛争の余波においてなされたものである。
決議案は、賛成12、反対0で採択されたが、チェコスロバキアとソビエト連邦は棄権し、中華人民共和国は採決に参加しなかった。